# Vicky Beeching
Vicky Beeching (Victória Louise Beeching) (Inglaterra, 17 de julho de 1979) é uma cantora da Igreja Anglicana que tem contrato assinado com as gravadoras Survivor Records e Sparrow Records.

## Vida pessoal
Beeching cresceu em Canterbury, onde frequentou o grupo de jovens da igreja anglicana St. Mary Bredin. Ela foi matriculada na Simon Langton Girls' Grammar School dos 11 aos 18 anos e, no início da adolescência, achou extremamente difícil conciliar sua fé cristã conservadora com sua atração por suas colegas femininas na escola. Ela se mudou para Oxford em 1997 para frequentar a Universidade de Oxford, onde obteve o diploma de bacharel em 2000 e o mestrado em 2001, ambos em teologia.
Em 2009 foi diagnosticada com esclerodermia linear morfeia, tendo se submetido a  18 meses de quimioterapia.
Beeching começou a se pronunciar a favor do casamento entre pessoas do mesmo sexo a partir de dezembro de 2013. Numa entrevista ao jornal The Independent, em agosto de 2014, Beeching se assumiu lésbica.
Em fevereiro de 2013, ela estava cursando um doutorado no Departamento de Teologia e Religião da Universidade de Durham, com religião, tecnologia, "conectividade online" e ética como seus tópicos de foco. Em junho de 2014, Beeching anunciou que havia mudado seu tópico de foco de doutorado para cristianismo e sexualidade. Pouco após anunciar sua orientação sexual, um entrevistador escreveu que seu novo foco de doutorado é especificamente cristianismo e casamento entre pessoas do mesmo sexo; ela continua a se identificar como uma cristã evangélica que é membro da Igreja da Inglaterra.
Beeching escreveu sobre seus problemas de saúde, incluindo esclerodermia, síndrome de Ehler-Danlos e ME/CFS. Em 2023, ela estava praticamente confinada em casa, significativamente incapacitada e dependente de uma cadeira de rodas elétrica para se locomover na maior parte do tempo.
Em junho de 2017, Beeching recebeu o Prêmio Cranmer de Adoração do Arcebispo da Cantuária "por contribuições excepcionais à música de adoração contemporânea".

## Discografia
- Shelter EP (2002)
- The Journey EP (2005)
- Yesterday, Today & Forever (2005)
- Painting The Invisible (2007)
- Eternity Invades (2010)